# جيمي غوودريتش
جيمي غوودريتش (بالإنجليزية: Jimmy Goodrich)‏ مواليد 30 يوليو 1900 في سكرانتون - الوفاة 25 سبتمبر 1982 في فورت مايرز، كان ملاكم محترف أمريكي صنّف ضمن فئة الوزن الخفيف.

## إحصائيات
خاض خلال مسيرته 195 نزالا، فاز في 118 وتعادل في 25 وخسر في 52.

## روابط خارجية
- جيمي غوودريتش على موقع بوكس ريك (الإنجليزية) (registration required)